# Max Delbrück
Max Delbrück (4 septembre 1906 - 9 mars 1981) est un biophysicien germano-américain, colauréat avec Alfred Hershey et Salvador Luria du prix Nobel de physiologie ou médecine en 1969. Il est considéré comme un des fondateurs de la biologie moléculaire.

## Vie

### Enfance et début de carrière en Allemagne
Max Ludwig Henning Delbrück est né à Berlin. Il est le septième et dernier enfant de Hans Delbrück, historien professeur d'histoire à l'université Humboldt de Berlin — qui fit partie de la délégation allemande lors du traité de Versailles-, et de sa mère Caroline Thiersch, fille d'un professeur de chirurgie et petite-fille du chimiste Justus von Liebig. Il grandit dans la banlieue aisée de Berlin, Grunewald, où résidaient nombre de savants et de lettrés. Il se lie d'amitié avec le chimiste Karl Friedrich Bonhoeffer. Très tôt il manifeste un goût pour les mathématiques et surtout pour l'astronomie.
Après ses études secondaires à Grunewald, il part étudier l'astronomie à Tübingen en 1924. Il arrête d'abord ce cursus pour intégrer — gratuitement — l'établissement de son père ; insatisfait il va à l'Université de Bonn, puis à l'université de Berlin. Revenu à Berlin pendant l'hiver 1925, il occupe un poste d'assistant dans un observatoire ; les colloques auxquels il assiste lui font rencontrer Max Planck, Albert Einstein, Walter Nernst et Max von Laue ; au début de 1926 il assiste à un séminaire d'Heisenberg. L'été 1926 il rejoint l'université de Göttingen, où il restera trois ans et où il fera la connaissance d'étudiants comme Victor Weisskopf, Maria Mayer et Edward Teller. À cette époque il délaisse l'étude de l'astrophysique pour étudier la physique théorique. Il suit les cours de David Hilbert, de James Franck, de Max Born et de Paul Ehrenfest. En 1928, il occupe un poste d'assistant de Max Born et publie son premier article. Il échoue à ses examens une première fois. Le choix initial du sujet de sa thèse de doctorat — les novæ — lui permet de rencontrer Pascual Jordan, Eugene Wigner et Walter Heitler. En 1929, il publie un court article apportant la preuve mathématique d'un théorème développé par Widmer. À cette époque il se lie d'amitié avec le philosophe Werner Brock.
En 1929, avant l'obtention de son doctorat, il part étudier à Bristol, alors un haut-lieu du développement de la physique. Y restant un an et demi, il étudie avec John Lennard-Jones et sympathise avec Cecil Frank Powell, Patrick Blackett, Paul Dirac et H. W. P. Skinner.
Une bourse de la fondation Rockefeller pour les années 1931 et 1932 lui permet d'aller étudier d'abord au Danemark puis en Suisse. De février 1931 jusqu'à l'été 1931, il est à Copenhague dans l'institut de Blegdamsvej où exerce Niels Bohr. Il s'y lie d'amitié avec George Gamow et y retrouve Victor Weisskopf. Sa thèse de doctorat sur le lithium, conduite sous la direction de Max Born et W. Heitler, est entre-temps acceptée par l'université de Göttingen. Dans l'hiver 1931-1932 il part à Zürich six autres mois pour étudier sous la direction de Wolfgang Pauli.
Lors de ces séjours il publie deux articles en 1930 et 1932.
Après six autres mois à Bristol, il retourne en septembre 1932 à Berlin, où il intègre l'équipe d'Otto Hahn à l'Institut de Chimie Kaiser-Wilhelm. Il y travaille surtout avec Lise Meitner (qui mettra plus tard en évidence la fission de l'uranium). Delbrück a choisi ce poste pour sa proximité géographique avec l'Institut de Biologie du même nom : le 15 août 1932 une conférence inaugurale de Bohr, ouvrant un congrès international de luminothérapie, l'avait déterminé à s’intéresser à la biologie. Lors de cette conférence intitulée Vie et lumière, Niels Bohr, dont le père était biologiste, avait appelé à trouver pour la biologie un principe de complémentarité tel que développé dans le champ de la physique ; cela sous-tendra dorénavant tout l'effort de recherche de Delbrück.
Avec Meitner et Hahn, il est sollicité pour ses connaissances en physique théorique en lien avec la radioactivité ; il publie quelques articles (il met en évidence un phénomène appelé Delbruck scattering). À partir de 1934, Delbrück organise à son domicile de Grunewald des discussions informelles réunissant cinq à six physiciens auxquels s’adjoignent des biologistes comme Karl Zimmer et le généticien russe, Nicolai Wladimirovich Timoféeff-Ressovsky. Ce dernier, en poste à l'Institut de recherche sur le cerveau Kaiser Wilhelm à Berlin-Buch, travaille sur les changements génétiques induits chez la drosophile par une exposition à différentes radiations d'après une méthode inventée par le biochimiste américain Hermann Joseph Muller (Muller est venu travailler avec Timoféeff en 1932). Delbrück, Timoféeff et Zimmer publient en 1935 un article où l'on trouve déjà ce qui sera appelé le modèle de Delbrück. Cet article, connu sous l’appellation de « pamphlet vert », ou encore de « Three man work », et paru dans une modeste publication, ne connaîtra une vaste audience qu'après que Schrödinger en fit état dans une série de conférences réunies en un livre en 1944, « Qu'est-ce que la vie ? » qui s'en était d'ailleurs inspiré. Bien que l'interprétation de ce travail se soit ultérieurement révélée incorrecte, il montra que l'étude des gènes était possible avec les outils de la physique. Cet article fut plus tard important pour Delbrück : porté à la connaissance de la fondation Rockefeller, il facilita l'obtention d'une bourse.
En 1935 il contribue à un livre de Lise Meitner.
En 1936 Delbrück et Timoféeff publient dans Nature.
Delbrück n'arrive pas à accéder à un poste de professeur, alors conditionné par l'obtention d'une thèse d'habilitation. Cela s'explique par le manque d'enthousiasme qu'il manifeste de façon répétée à l'égard de l'idéologie nazie. Par ailleurs il est témoin des départs à l'étranger de chercheurs comme Einstein, Max Born et James Franck. Dès 1936 devoir quitter le pays devient une évidence pour lui.
En 1937 Jeanne Mammen fait son portrait (Delbrück lui prodiguera aide et soutien pendant la guerre et après).

### Carrière scientifique

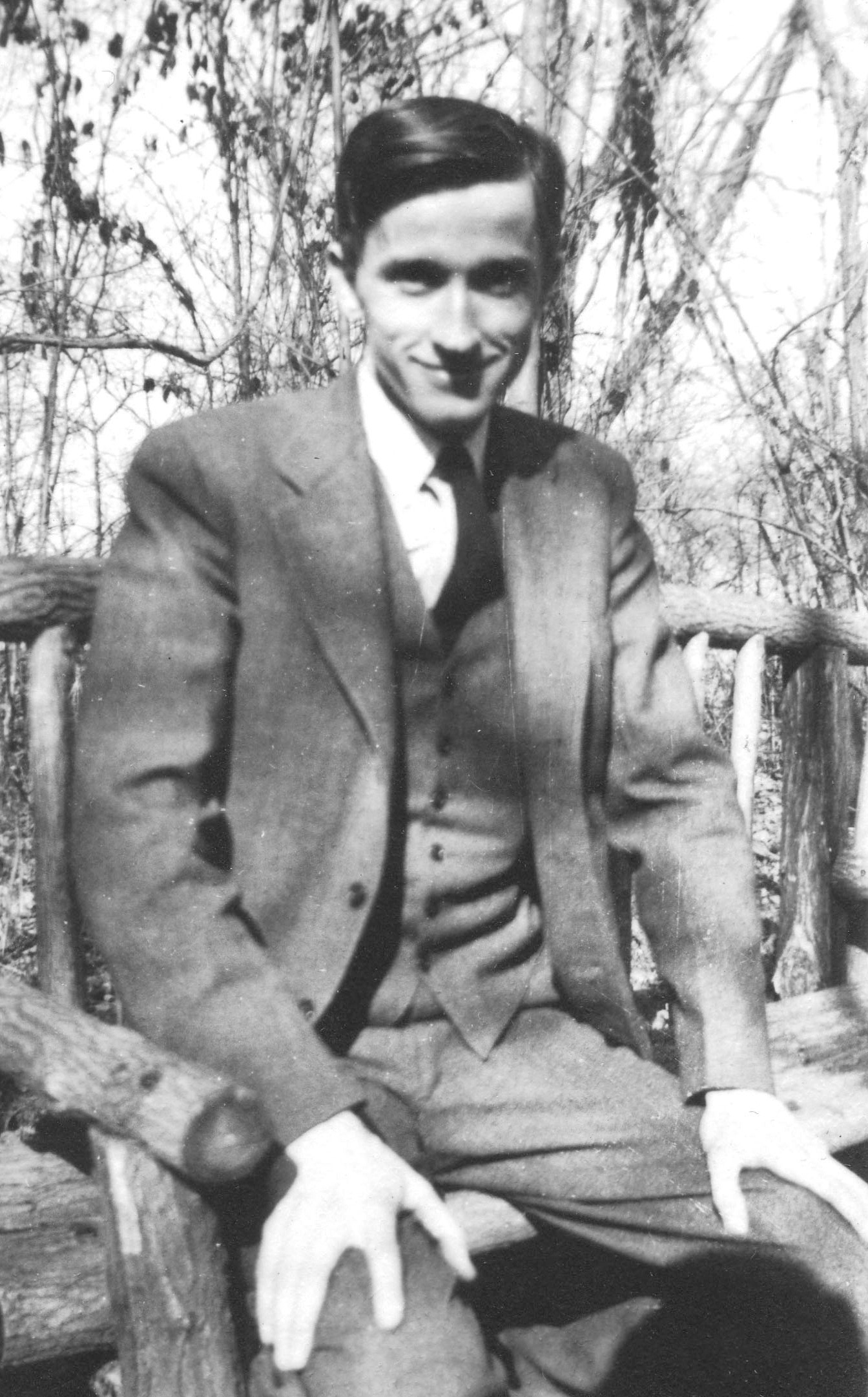
M. Delbruck au début des années 1940

Le 8 février 1937, Delbrück sollicite l'aide de la fondation Rockefeller ; par un courrier de juin, la fondation lui accorde une bourse d'une durée d'un an. Ayant par ailleurs obtenu de Hahn et de Meitner l'assurance d'être réintégré à son retour des États-Unis, alors toujours envisagé comme possible, Delbrück embarque pour New-York où il arrive en septembre 1937. Il arrive à Pasadena à la mi-octobre.
Il choisit de partir travailler aux États-Unis au département biologie du California Institute of Technology, où Morgan conduit ses travaux sur la Drosophile. Mesurant le temps qu'il lui faudrait pour devenir un bon drosophiliste, et ce, malgré l'aide reçue par Alfred Sturtevant et Calvin Bridges, et doutant de trouver par ces travaux un lien entre physique et biologie, il choisit, à la suite de sa rencontre avec Emory Ellis, d'étudier les bactériophages jugés plus propices à ses recherches — en 1937 les termes de gène, phage, et protéines n'étaient pas clairement distincts. Delbrück les voit comme les atomes de la biologie. Au vu de ces travaux, la fondation Rockefeller décide de renouveler pour un an la bourse attribuée à Delbrück. En 1939, il est coauteur avec E. L. Ellis d'un article intitulé « The growth of bacteriophage » dans lequel ils démontrent que les virus se dupliquent en une étape, plutôt que de manière exponentielle comme le font les organismes cellulaires.
La bourse de la fondation Rockfeller doit prendre fin en septembre 1939. Dès février 1939 toutefois, Delbrück, inquiet du développement de la situation en Europe, fait savoir à la fondation Rockefeller son souhait de rester aux États-Unis ; en juin, par un nouveau courrier, il sollicite une aide pour trouver du travail. Quand la guerre éclate en septembre, Max Delbrück, qui vit alors dans des conditions très précaires, n'a aucune proposition ferme d'engagement. Le 21 décembre 1939, Francis Slack, qui avait appuyé sa candidature, fait savoir à Delbrück qu'il est engagé à l'université Vanderbilt de Nashville sur un poste de simple enseignant en physique :  Delbrück, qui bénéficie d'un statut de résident étranger, prend ses fonctions en janvier ; il y restera de 1940 à 1947. Parallèlement à ces fonctions, il poursuit ses recherches en génétique. Peu de temps après sa prise de fonction, il demande et obtient la jouissance d'un laboratoire, doté d'un matériel rudimentaire, mais proche de son lieu de travail. Il conduit ses expériences sur les phages, un champ de recherche alors peu pratiqué, suivant une procédure qui sera qualifiée de one-step growth experiment. À cette époque le travail se fait avec l'aide d'un microscope optique (le microscope électronique ne sera utilisé qu'à partir de 1943 par Delbrück).
En 1940 il publie Statistical Fluctuations in Autocatalytic Reactions.
En décembre 1940 il rencontre Salvador Luria lors d'un congrès de l'American Association for the Advancement of Science à Philadelphie ; les deux hommes, quoique mus par des motivations scientifiques différentes, décident de travailler ensemble.
L'importance de ses contributions reconnues, il reçoit pour ses travaux l'aide de la fondation Rockefeller et de la fondation Markle.
En 1942, il montre avec Salvador Luria que la résistance manifestée par des bactéries aux infections par les virus n'est pas due à une adaptation des bactéries mais à des mutations aléatoires. Ce travail, publié en 1943, peut être considéré « comme le tournant décisif dans l'approche du vivant ». Delbrück et Luria apportent non seulement la preuve statistique de l'existence de gènes chez les bactéries mais ils proposent aussi une méthode de calcul de leur taux de mutation. L'importance de ce travail tient aussi à l'utilisation faite des mathématiques comme outil de prédiction quantitative.
Le 2 août 1941, il épouse Mary Adeline Bruce, avec qui il aura quatre enfants : Jonathan et Nicolas, nés en 1947 et 1949, puis Tobias et Ludina, nés en 1960 et 1962. (Mary Adeline Bruce exercera la profession de journaliste).
En 1945 il obtient la nationalité américaine.
Le 8 février 1945, d'instructeur, il est promu professeur assistant à Vanderbilt.
En 1945 il publie The Burst Size Distribution in the Growth of Bacterial Viruses(Bacteriophages). Cette même année sous le titre What is Life? And What is Truth? il fait la recension du texte de Schrödinger What is Life ?.
Après 1945 il conduit un enseignement sur les phages au Cold Spring Harbor Laboratory à New York. Ses cours, qui seront reconduits pendant 26 ans, furent suivis notamment par Léo Szilard, James Watson, Renato Dulbecco, Seymour Benzer, Frank Stahl et Gunther Stent.
En 1946 il publie avec W. T. Bailey Induced mutations in bacterial viruses.
Le 27 décembre 1946, acceptant le poste de chercheur que lui propose Caltech, il démissionne de Vanderbilt.
En 1947 Delbrück publie un article où il pense d'abord avoir trouvé ce lien avec les lois physiques qu'il recherche : le découragement le saisit quand il s'avère que des recombinaisons sont à l'origine du phénomène.
En 1947 il retourne à Caltech occuper un poste de professeur en biologie (et ce jusqu'à sa retraite en 1977).
Delbrück, qui n'a plus de nouvelles directes de ses proches depuis l'entrée en guerre des États-Unis en 1941, obtient des autorités l'autorisation d'aller en Allemagne à l'été 1947. C'est lors de ce séjour que Carsten Bresch le rencontre. Missionné — par H.G. Muller pour examiner les relations entre les généticiens allemands et le régime nazi, Delbrück, qui a donné une conférence sur les phages à proximité immédiate de l'institut où ont travaillé Eugen Fischer, Verschuer et épisodiquement Mengele, ne trouve rien à charge : d'après lui, les généticiens de valeur ne se sont pas compromis avec le régime,.
En 1948 il participe pour la première et la dernière fois à une conférence MACY.
En 1949 il publie A physicist looks at biology. Cette même année il devient membre de l'Académie des sciences.
Delbrück cesse toute recherche d'ordre génétique après la découverte par Watson et Crick de la structure en double hélice de l'ADN : son intérêt était fortement lié à des considérations touchant à la physique ; ce champ de recherche, désormais réduit à la chimie, ne l'intéresse plus (il adhère toutefois en 1954 au RNA Tie Club). Il applique alors ses méthodes biophysiques à des questions de physiologie touchant aux perceptions sensorielles, à la transduction et aux capacités d'adaptation. Il étudie le phototropisme d'un champignon, le phycomyces. Ses travaux en ce domaine n'aboutissent pas.
Il publie avec Adam en 1968.
Le 10 décembre 1969 le Prix Nobel de physiologie ou médecine est accordé conjointement à Max Delbrück, à Salvador Luria ainsi qu'à Alfred Hershey « for their discoveries concerning the replication mechanism and the genetic structure of viruses ». À cette occasion, Delbrück prononce un discours intitulé A Physicist’s Renewed Look at Biology – Twenty years Later.
Il publie avec Saffman en 1975 ; en référence à ce travail, dans la littérature anglo-saxonne on parle désormais du Saffman–Delbrück model.
En 1976 est publiée une retranscription d'une intervention orale -lors d'un symposium en l'honneur de V F Weisskopf- intitulée How Aristotle discovered DNA . En 1980 il publie encore Was Bose–Einstein Statistics Arrived at by Serendipity?. Mind From Matter est un ouvrage publié à titre posthume.
Il crée également un institut de génétique moléculaire à l'Université de Cologne (l'Institut für Genetik der Universität Köln est officiellement inauguré le 22 juin 1962 ; Delbrück y est professeur invité de 1961 à 1963). En 1969 il participe à la création du département de biologie à l'Université de Constance. Il est fait membre étranger de la Royal Society en 1967.

### Dernières années
Il prend sa retraite en 1977. En 1978 il apprend être malade d'un cancer de la moelle épinière ; cela le conduit à écrire son journal intitulé Heimreise. En 1979 il est intronisé membre de l'académie des sciences en France.
Au terme de sa vie Delbrück demande à Ernst Peter Fischer d'écrire sa biographie.

## Héritage
Delbrück aura été l'un des scientifiques les plus influents du vingtième siècle pour l'émergence de la physique au cœur de la biologie. Ses idées sur les fondements physiques de la vie ont stimulé Erwin Schrödinger pour l'écriture de son livre What Is Life? . Ce livre aura une grande influence sur Francis Crick, James D. Watson et Maurice Wilkins qui obtiendront le prix Nobel pour leur découverte de la double hélice de l'ADN. Au cours des années 1940, il met en place un cours de génétique des bactériophages au Cold Spring Harbor Laboratory pour attirer des scientifiques vers ce champ de recherche. Ses efforts pour promouvoir l'étude de la génétique au travers de celle des virus infectant les bactéries auront été très importants pour le développement de la biologie moléculaire.
Un prix de biophysique a été nommé prix Max Delbruck (Max Delbruck Prize in Biological Physics) en sa mémoire en 2006. Il est décerné tous les deux ans par l'American Physical Society.

## Publications
- (de) Über die Natur der Genmutation und der Genstruktur, avec Nicolaj W. Timoféeff-Ressovsky et Karl Günter Zimmer, Weidmann, Berlin, 1935
- (de) Wahrheit und Wirklichkeit : Über die Evolution des Erkennens, Rasch und Röhring, Hamburg, 1986  (ISBN 3891360584)
- (de) Über Vererbungschemie, 1963 (ASIN B0000BHC9D)

## Compléments